# پاول ریشارد میکولاجوو
پاول ریشارد میکولاجوو (انگلیسی: Popek؛ زادهٔ ۲ دسامبر ۱۹۷۸) ورزشکار هنرهای رزمی ترکیبی، خواننده رپ و خواننده اهل لهستان است.